# Île Store Koldewey
Pour les articles homonymes, voir Koldewey.
Ne doit pas être confondu avec Île Koldewey.
L'île Store Koldewey est une île du nord-est du Groenland de la King Frederick VIII Land.

## Géographie
Elle s'étend sur 65 km de longueur pour une largeur de 10 km et sépare la baie Dove de la mer du Groenland, en face de la Germania Land (en). Son point culminant, le mont Saint-Pétersbourg s'élève à 971 m d'altitude.

## Histoire
L'île est découverte et visitée lors de la deuxième expédition allemande au pôle Nord en 1869-1870, dirigée par Carl Koldewey qui la nomme Grosse Koldewey Insel dans la partie astronomique de son rapport d'expédition.
Le 13 août 1906, Mylius-Erichsen y fait escale. Sur les cartes dressées par Koldewey, trois îles sont indiquées mais l'expédition Danmark en 1906-1908 a démontré que ce n'était pas le cas et lui a donné son actuel nom.